# Abraham Johannes Couwenberg

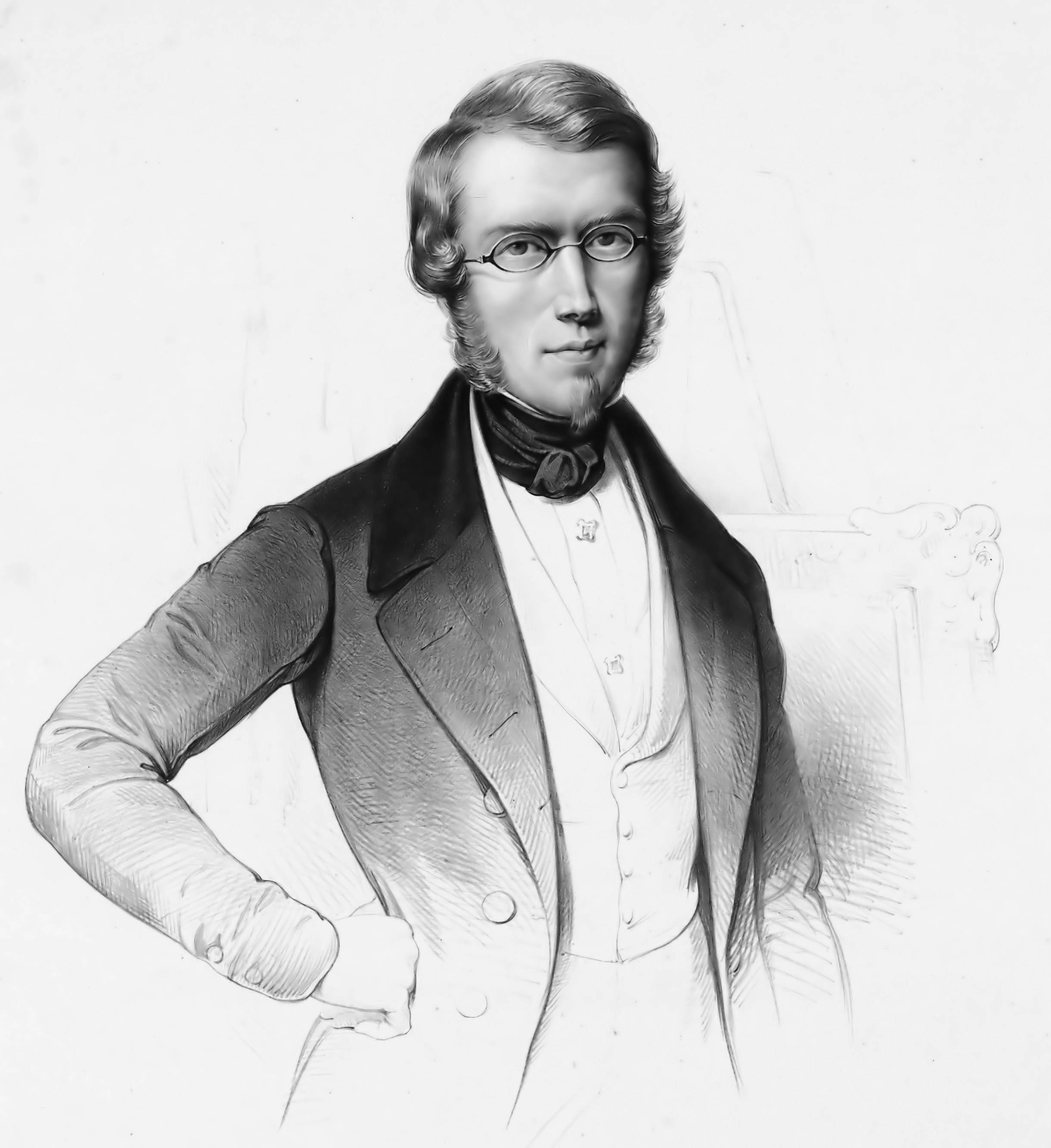
Portret door Isaac Cornelis Sterk

Abraham Johannes Couwenberg (Delft, 12 maart 1806 - Arnhem, 6 april 1844) was een Nederlands kunstschilder, tekenaar en etser. Hij werkte in de stijl van de romantiek.

## Leven en werk

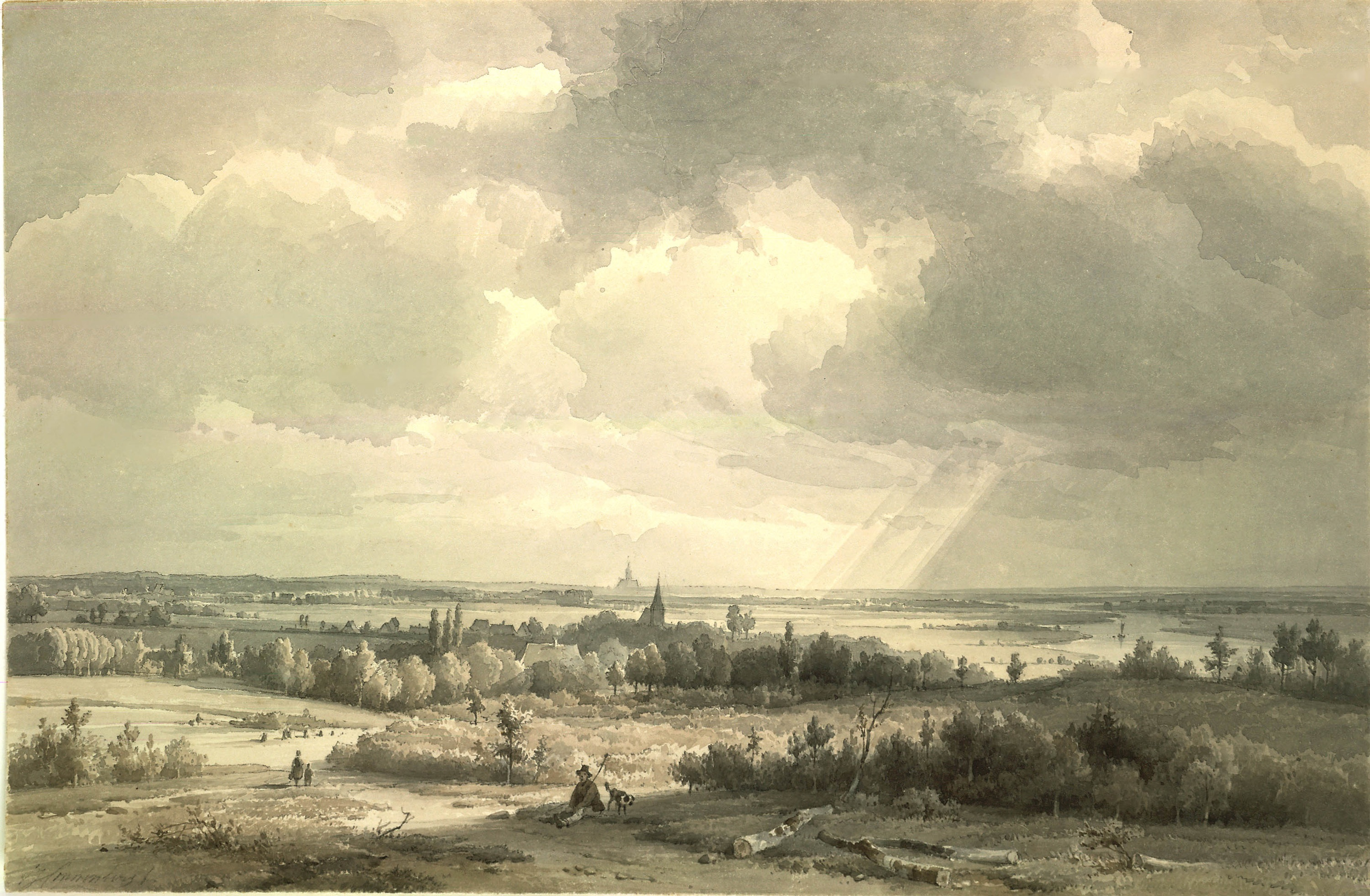
Gezicht op Oosterbeek en Arnhem, ets

Couwenberg studeerde aan de Haagse Tekenacademie en zou zijn hele leven het vak van tekenleraar blijven uitoefenen in Arnhem. Verder leerde hij het schildersvak van Anthony Jacobus Offermans. Hij legde zich toe op stadsgezichten en landschappen in een romantische stijl zoals die in de eerste helft van de negentiende eeuw in de Nederlandse schilderkunst dominant was. Hij werkte meestal in de omgeving van Arnhem en op de Veluwe, maar reisde ook naar Duitsland. Veel nadruk legde hij op atmosfeer. Kenmerkend zijn ook zijn imposante luchten, geïnspireerd door zeventiende-eeuwse schilders als Jacob van Ruisdael. Met betrekking tot een aantal wintertaferelen met schaatsers wijst kunsthistoricus Benno Tempel erop dat Couwenberg het zich begeven "op glad ijs", symbolisch voor het ongewisse levenspad in die tijd, steeds plaatste tegenover een monumentale achtergrond, hetgeen een goddelijke lotsbestemming moest suggereren.
Couwenberg werkte regelmatig samen met Charles Rochussen, wiens werk hij meermaals stoffeerde. Hij was lid van de Koninklijke Academie voor Beeldende Kunsten in Amsterdam. In 1844 overleed hij, 38 jaar jong. Na zijn dood maakte zijn broer Henricus Wilhelmus zijn portret, waarnaar Isaac Cornelis Sterk later een lithografie maakte, die bewaard is gebleven. Schilderijen van zijn hand zijn onder andere te zien in het Rijksmuseum Amsterdam, het Museum Arnhem en het Teylers Museum.

## Galerij

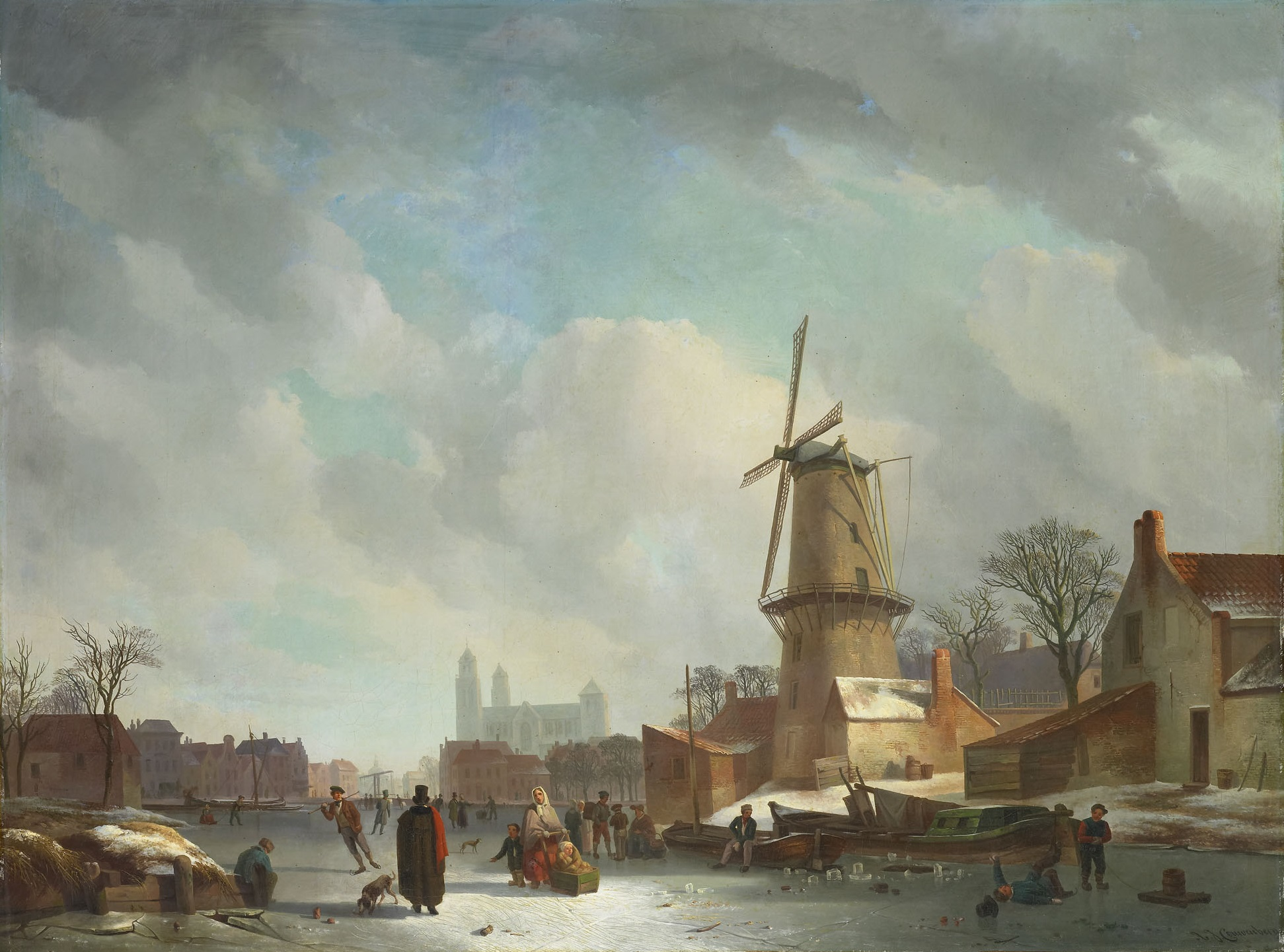
IJsvermaak op een stadsgracht, 1830-1837, Rijksmuseum Amsterdam
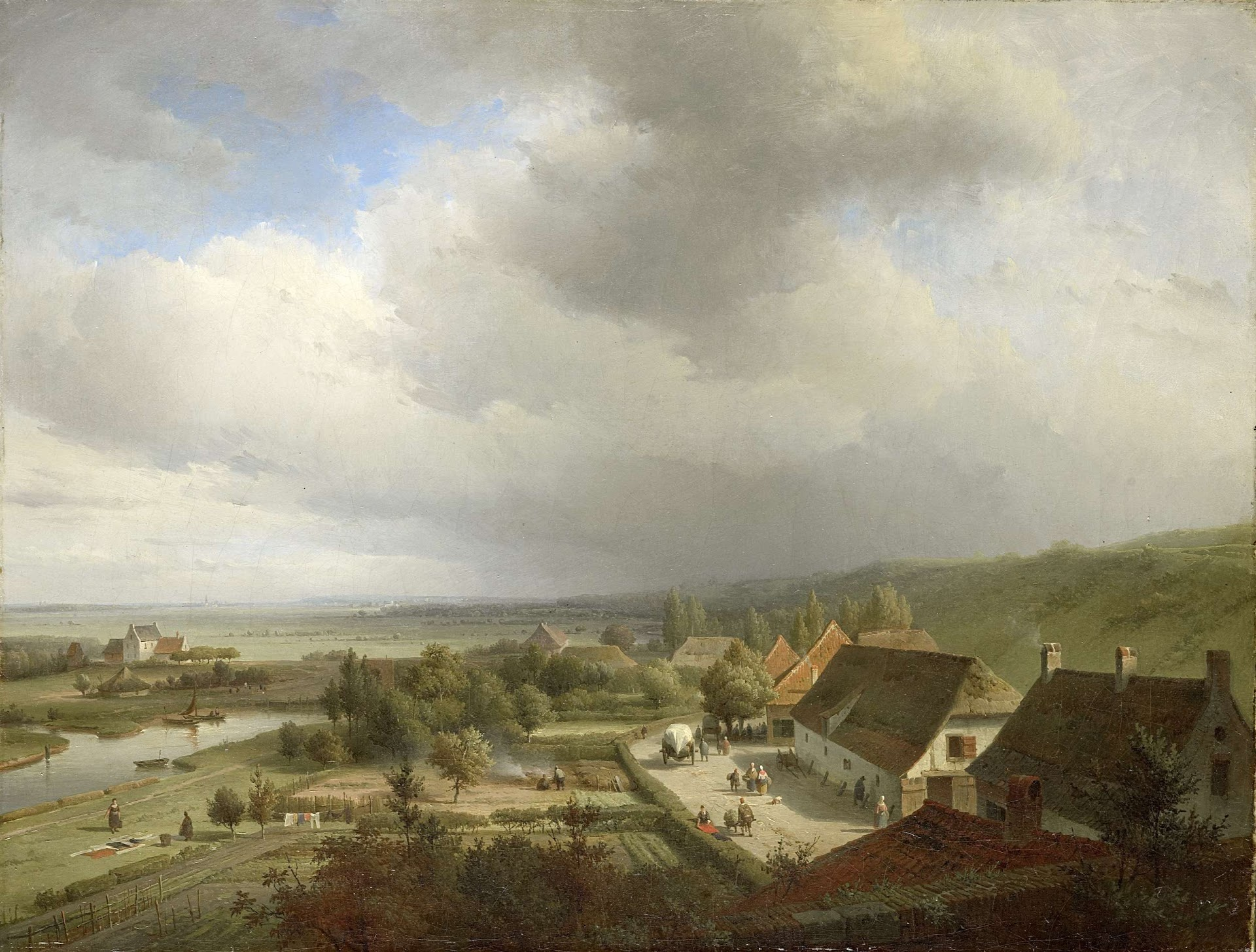
Heuvellandschap bij Wageningen, 1833-844, Rijksmuseum Amsterdam
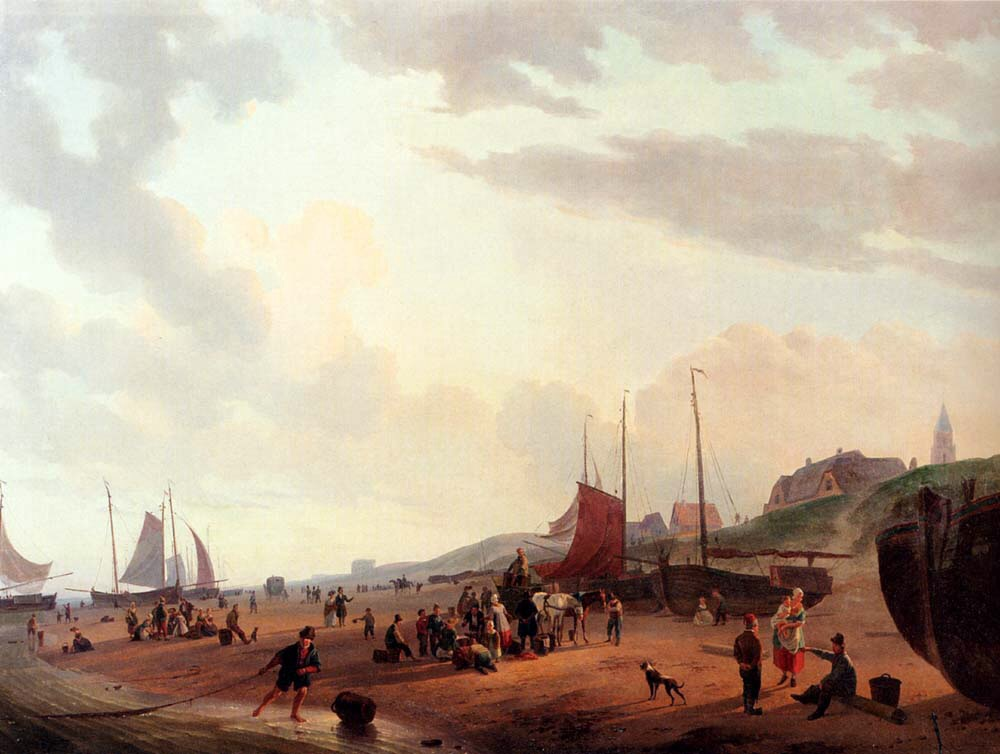
Vissersvolk en dorpsmensen op het strand bij Scheveningen, ca. 1840, privécollectie